# Divisione Nazionale 1936 (hockey su pista)
La Divisione Nazionale 1936 è stata la 15ª edizione del torneo di primo livello del campionato italiano di hockey su pista.
Lo scudetto è stato conquistato dal Novara per la sesta volta nella sua storia.

## Stagione

### Formula
Il torneo del 1936 si svolse tra undici squadre e venne strutturato su più fasi. 

### Avvenimenti
Dopo un solo anno di digiuno il Novara tornò a vincere il campionato per la loro sesta volta.

## Squadre partecipanti
| Club                | Stagione | Città              |
| ------------------- | -------- | ------------------ |
| Busto Arsizio       |          | Busto Arsizio (VA) |
| DLF Trieste         | dettagli | Trieste            |
| FGC Monza           |          | Monza (MI)         |
| Genova              |          | Genova             |
| Mens Sana Siena     | dettagli | Siena              |
| Milan               | dettagli | Milano             |
| Monza GRF M.Bianchi | dettagli | Monza (MI)         |
| Novara              | dettagli | Novara             |
| Padova              |          | Padova             |
| Parioli Roma        |          | Roma               |
| Pubblico Impiego    | dettagli | Trieste            |

## Fase finale

### Classifica finale
|  | Pos. | Squadra             | Pt | G | V | N | P | GF | GS | DR |
|  | ---- | ------------------- | -- | - | - | - | - | -- | -- | -- |
|  | 1.   | Novara              | ?  |   |   |   |   |    |    |    |
|  | 2.   | Milan               | ?  |   |   |   |   |    |    |    |
|  | 3.   | Pubblico Impiego    | ?  |   |   |   |   |    |    |    |
|  | 4.   | Monza GRF M.Bianchi | ?  |   |   |   |   |    |    |    |
|  | 4.   | Genova              | ?  |   |   |   |   |    |    |    |
|  | 4.   | DLF Trieste         | ?  |   |   |   |   |    |    |    |

Legenda:
      Campione d'Italia.
Note:
Due punti a vittoria, uno a pareggio, zero a sconfitta.

## Verdetti
| Verdetto               | Club               |
| ---------------------- | ------------------ |
| Campione d'Italia 1936 | Novara (6º titolo) |

### Squadra campione
| N° | Naz.              | Ruolo | Sportivo             |  |  |  |
| -- | ----------------- | ----- | -------------------- |  |  |  |
|    | Italia (bandiera) | E     | Francesco Cestagalli |  |  |  |
|    | Italia (bandiera) | E     | Carlo Ciocala        |  |  |  |
|    | Italia (bandiera) | P     | Alceo Concia         |  |  |  |
|    | Italia (bandiera) | E     | Piero Drisaldi       |  |  |  |
|    | Italia (bandiera) | E     | Luigi Gallina        |  |  |  |
|    | Italia (bandiera) | P     | Angelo Grassi        |  |  |  |
|    | Italia (bandiera) | E     | Ezio Pomella         |  |  |  |
|    | Italia (bandiera) | E     | Fiorenzo Zavattaro   |  |  |  |

### Staff tecnico
- Allenatore:  Vittorio Masera
- Allenatore in seconda:
- Meccanico: